# 悲しみの日曜日
「悲しみの日曜日」（かなしみのにちようび、悲しみの日𫞂日）は、1972年4月1日に発売された野口五郎の4枚目のシングルである。

## 概要
初発時のタイトルでは「曜」に略字の「𫞂」（日へんに玉()）が使用されている。

## 収録曲
- 全曲作詞：橋本淳／作曲：筒美京平／編曲：高田弘

1. 悲しみの日曜日
2. 愛のレッスン